# Carlos Arraíz
Carlos Alberto Castillo Arraiz  (Caracas, Venezuela, 2 de febrero de 1973) , más conocido como Carlos Arraiz, es un actor de teatro, televisión, cine y doblaje; además de locutor,cantante, bailarín y modelo venezolano.

## Biografía
Arraiz comenzó su carrera artística siendo muy joven, mientras estudiaba Comunicación Social en la Universidad Central de Venezuela, al formar parte del grupo teatral "El Chichón" de dicha casa de estudios durante algunos años y, desde entonces, ha participado en diversas obras de teatro como La Caja Mágica, Los Chicos del 69, El Principito, Se busca corazón y Casi Normal, entre otras.
También participó en telenovelas como Guayoyo Express como Locuaz Camargo Parle, El gato tuerto como Oscarde Humpiérrez, La mujer perfecta como Marlon Pájaro; y en series como La CQ. Por otra parte fue uno de los concursantes del programa Bailando con las estrellas de Venevisión en 2011.
En la actualidad es la voz oficial del canal AXN Latinoamérica, además de ser la voz de diversas marcas comerciales en su país como para Hispanoamérica y también ha destacado en diversos trabajos de doblaje al español, entre ellos el ¡Fenomenoide! en la serie del mismo nombre y además de ser la voz de Jeff Corwin en todos sus programas de Animal Planet, del actor brasileño Fábio Assunção y de Reeve Carney en la serie Penny Dreadful.
Carlos Arraíz también ganó el premio TIN Teatro Infantil Nacional 2001 como mejor actor de teatro para niños por su trabajo en la pieza “Martí para los niños”, dirigida por Cesar Sierra y en el 2007 como mejor actor característico por su trabajo en “El Principito”, dirigido por Nathalia Martínez; además de que también fue nominado en 1997 y 2006.

## Filmografía

### Cine

#### Cortometrajes
- Diana (2015) ... Damián
- Inmoral (2015) ... Hombre

#### Largometrajes
- El caracazo (2005)
- El don (2006)
- Pipi Mil Pupu 2 Lucas (2012) ... Eric Marcel
- Espejos (2014)

### Televisión

#### Telenovelas
- Por estas calles (1992-1994)[6]
- Ilusiones (1995)
- La inolvidable (1996)
- Mujer secreta (1999)
- Mariú (2000)
- Angélica Pecado (2001) ... Estilista (no aparece en los créditos)
- Lejana como el viento (2002)
- Cosita rica (2003-2004) ... Farmacéutico (no aparece en los créditos)
- El amor las vuelve locas (2005)
- Guayoyo Express (2005) ... Locuaz Camargo Parle
- El gato tuerto (2007) ... Oscarde Coromoto Sabroso Humpiérrez
- La mujer perfecta (2010-2011) ... Marlon Pájaro
- Los secretos de Lucía (2013) ... Tigre

#### Películas
- Fuego en el paraíso (2001)
- ´´ El Caracazo" (2005)
- " Espejos" (2014)
- " One Way" (2021)

#### Series
- Archivos del más allá (2002-2004)
  - La aparecida del Hospital Vargas (2004, acreditado como Carlos Castillo)[7]

- La CQ (2012) ... Eleuterio

- Escándalos (2015-2016)
  - El doble (2016) ... Hernán "El lobo" Ferrer

#### Otros programas
- Bailando con las estrellas (2011) ... Concursante (eliminado en la sexta semana)

## Radio
- El Clan (2018) Hot 94.1 FM... Conductor (junto con Julio Emilio González).
- Empelotados (2019) Hot 94.1 FM ... Conductor (junto con Julio Emilio González).